# スカイプラザミライアタワー
スカイプラザミライアタワーは、千葉県佐倉市に所在する超高層マンション。ユーカリが丘のミライア街区（環境配慮型複合開発街区）に位置し、長期優良住宅に認定されている。

## 概要
411戸の住宅棟と店舗棟で構成され、地区センター駅（山万ユーカリが丘線）よりペデストリアンデッキでエントランス付近まで直結している。 また、ユーカリが丘駅（京成電鉄・山万）からは屋根付きのバリアフリーアプローチによるペデストリアンデッキにて接続している。北側にはイオンタウンユーカリが丘が所在している。
ユーカリが丘内ではスカイプラザユーカリが丘サウスタワー（1990年3月完成）、ウエストタワー（1991年3月完成）、イーストタワー（1992年2月完成）、スカイプラザステーションタワー（2003年10月完成）に続く5棟目の超高層建築物となる。
住宅棟には中間階免震構造が採用されるほか、最大3日間稼働する非常用発電機を装備、都市ガスの中圧管（鋳鉄や塩化ビニールの低圧管よりも一段階太い管。鋼管でできており災害時の早期復旧が可能。）も引き込むことにより防災機能を強化している。また、居住者の顔を自動認識してエントランスを解錠する顔認識システムによるセキュリティ機能も強化している。
共同住宅および店舗からなり、建築規模は地上31階建て、設計・工事監理・施工は清水建設、ランドスケープデザインは武田有左、熊谷玄、ライティングプランニングは森秀人、デベロッパーは山万が行っている。

## 歴史
- 2013年（平成25年）
  - 10月 - 竣工
  - 12月 - 入居開始

## 施設
- 住戸：411戸
- 自走式駐車場：駐車場あり
- 共用施設：メインエントランスラウンジ、スカイラウンジ、ゲストルーム、シアタールーム、キッチンスタジアム、アリーナ（集会室）、ペットケアステーション[1]

### プライベート・フォレスト
敷地内には共用施設として約3500平方メートルのプライベート・フォレストが整備されており、居住者が様々なテーマに合わせてたのしい時間を過ごせるポケットパークをトータル11箇所設置している。
- バーベキューキューブ
- ドッグランパーク
- じゃぶじゃぶ池
- ディクショナリーガーデン
- ウォーターガーデン
- キッズガーデン
- さくらガーデン
- ラグベンチ
- 井戸端ガーデン
- 木漏れ日ベッド
- エクササイズガーデン

## アクセス

### 鉄道
- 地区センター駅（山万ユーカリが丘線）、徒歩約1分
- ユーカリが丘駅（京成電鉄・山万）、徒歩約6分

### 自動車
- 最寄りのインターチェンジ
  - 東関東自動車道 四街道インターチェンジ